# Conference League South 2012-2013
La Conference League South 2012-2013 è stata la 9ª edizione della seconda serie della Conference League. Rappresenta, insiema alla Conference League North, il sesto livello del calcio inglese ed il secondo del sistema "non-league". 

## Squadre partecipanti
| Squadra                | Città               | Stagione precedente                                    |
| ---------------------- | ------------------- | ------------------------------------------------------ |
| Basingstoke Town       | Basingstoke         | 5º posto in Conference League South                    |
| Bath City              | Bath                | 23º posto in Conference League Premier, retrocesso     |
| Billericay Town        | Billericay          | 1º posto in Isthmian League Premier Division, promosso |
| Boreham Wood           | Borehamwood         | 8º posto in Conference League South                    |
| Bromley                | Londra (Bromley)    | 17º posto in Conference League South                   |
| Chelmsford City        | Chelmsford          | 6º posto in Conference League South                    |
| Dorchester Town        | Dorchester          | 11º posto in Conference League South                   |
| Dover Athletic         | Dover               | 7º posto in Conference League South                    |
| Eastbourne Borough     | Eastbourne          | 18º posto in Conference League South                   |
| Eastleigh              | Eastleigh           | 12º posto in Conference League South                   |
| Farnborough            | Farnborough         | 16º posto in Conference League South                   |
| Havant & Waterlooville | Havant              | 19º posto in Conference League South                   |
| Hayes & Yeading United | Londra (Hayes)      | 21º posto in Conference League Premier, retrocesso     |
| Hornchurch             | Londra (Upminster)  | 2º posto in Isthmian League Premier Division, promosso |
| Maidenhead United      | Maidenhead          | 20º posto in Conference League South                   |
| Salisbury City         | Salisbury           | 10º posto in Conference League South                   |
| Staines Town           | Staines-upon-Thames | 15º posto in Conference League South                   |
| Sutton United          | Londra (Sutton)     | 4º posto in Conference League South                    |
| Tonbridge Angels       | Tonbridge           | 9º posto in Conference League South                    |
| Truro City             | Truro               | 14º posto in Conference League South                   |
| Welling United         | Londra (Bexley)     | 3º posto in Conference League South                    |
| Weston-super-Mare      | Weston-super-Mare   | 13º posto in Conference League South                   |

## Classifica finale
|  | Pos. | Squadra                | Pt | G  | V  | N  | P  | GF | GS | DR  |
|  | ---- | ---------------------- | -- | -- | -- | -- | -- | -- | -- | --- |
|  | 1    | Welling Utd            | 86 | 42 | 26 | 8  | 8  | 90 | 44 | +46 |
|  | 2    | Salisbury City (-1)    | 82 | 42 | 25 | 8  | 9  | 80 | 47 | +33 |
|  | 3    | Dover Athletic         | 76 | 42 | 22 | 10 | 10 | 69 | 44 | +25 |
|  | 4    | Eastleigh              | 72 | 42 | 22 | 6  | 14 | 79 | 61 | +18 |
|  | 5    | Chelmsford City        | 72 | 42 | 22 | 6  | 14 | 70 | 56 | +14 |
|  | 6    | Sutton Utd             | 70 | 42 | 20 | 10 | 12 | 66 | 49 | +17 |
|  | 7    | Weston-super-Mare      | 67 | 42 | 19 | 10 | 13 | 61 | 55 | +6  |
|  | 8    | Dorchester Town        | 65 | 42 | 19 | 8  | 15 | 59 | 62 | -3  |
|  | 9    | Boreham Wood           | 62 | 42 | 15 | 17 | 10 | 59 | 46 | +13 |
|  | 10   | Havant & Waterlooville | 58 | 42 | 14 | 16 | 12 | 68 | 60 | +8  |
|  | 11   | Bath City              | 55 | 42 | 15 | 10 | 17 | 60 | 58 | +2  |
|  | 12   | Eastbourne Borough     | 51 | 42 | 14 | 9  | 19 | 42 | 52 | -10 |
|  | 13   | Farnborough (-15)      | 50 | 42 | 19 | 7  | 16 | 76 | 75 | +1  |
|  | 14   | Basingstoke Town       | 48 | 42 | 12 | 12 | 18 | 63 | 73 | -10 |
|  | 15   | Bromley                | 48 | 42 | 14 | 6  | 22 | 54 | 69 | -15 |
|  | 16   | Tonbridge Angels       | 48 | 42 | 12 | 12 | 18 | 56 | 77 | -21 |
|  | 17   | Hayes & Yeading Utd    | 48 | 42 | 13 | 9  | 20 | 64 | 89 | -25 |
|  | 18   | Staines Town           | 47 | 42 | 13 | 8  | 21 | 61 | 78 | -27 |
|  | 19   | Maidenhead Utd         | 45 | 42 | 13 | 6  | 23 | 64 | 68 | -4  |
|  | 20   | Hornchurch             | 44 | 42 | 11 | 11 | 20 | 47 | 64 | -17 |
|  | 21   | Billericay Town        | 40 | 42 | 11 | 7  | 24 | 62 | 90 | -28 |
|  | 22   | Truro City (-10)       | 25 | 42 | 9  | 8  | 25 | 57 | 90 | -33 |

Legenda:
      Promosso in Conference Premier 2013-2014.
  Ammesso ai play-off.
      Retrocesso in Isthmian League Premier Division 2013-2014.
      Retrocesso in Southern Football League Premier Division 2013-2014.
Regolamento:
Tre punti a vittoria, uno a pareggio, zero a sconfitta.
In caso di arrivo di due o più squadre a pari punti, la graduatoria viene stilata secondo i seguenti criteri:
- differenza reti
- maggior numero di gol segnati

Note:

Il Salisbury City è stato sanzionato con 1 punto di penalizzazione per aver utilizzato un calciatore non idoneo.
Il Farnborough è stato sanzionato con 15 punti di penalizzazione (4 per aver utilizzato un calciatore non idoneo e 10 per essere entrato sotto amministrazione).
Il Truro City è stato sanzionato con 10 punti di penalizzazione per essere entrato sotto amministrazione.

## Spareggi

### Play-off

#### Tabellone
|  | Semifinali | Semifinali               | Semifinali | Semifinali | Semifinali |  |  | Finale | Finale               | Finale |  |
|  |            |                          |            |            |            |  |  |        |                      |        |  |
|  | 5          | Chelmsford City          | 1          | 0          | 1          |  |  |        |                      |        |  |
|  | 2          | Salisbury City           | 0          | 2          | 2          |  |  | 2      | Salisbury City (dts) | 3      |  |
|  | 4          | Eastleigh                | 1          | 2          | 3          |  |  | 3      | Dover Athletic       | 2      |  |
|  | 3          | Dover Athletic (4-2 dcr) | 3          | 0          | 3          |  |  |        |                      |        |  |